# Marta Carnicero Hernanz
Marta Carnicero Hernanz   (Barcelona, 1974) és una enginyera industrial, professora de tecnologia i escriptora catalana.
És autora de la novel·la El cel segons Google (2016, 2a edició), publicada per La Magrana. D'ella s'ha dit que "exposa sense miraments les inconsistències dels seus personatges, les esquerdes morals d'uns i altres sense jutjar-los ni encasellar-los en bons i dolents" i que "sap crear molt bé l'atmosfera d'obsessió que va minant la relació entre els protagonistes".
Sobre la seva novel·la s'ha escrit que és "tot intensitat"," una obra de maduresa i força singulars" i "una novel·la excepcional que presenta un panorama agredolç i abrupte". En una entrevista a Nació Digital, Esteve Plantada escriu que "Carnicero ens fa capbussar en els ressorts de les emocions humanes que ens fan ser com som, reflexionant sobre la paternitat i la fidelitat a través d'un viatge literari que és la recerca d'una identitat". L'escriptora i traductora Alicia M. Meier ha obtingut una beca PEN/Heim per traduir la novel·la a l'anglès i hi treballa actualment.
Graduada en el Màster en Creació Literària de la Universitat Pompeu Fabra i ha participat, gràcies al mecenatge de la Fundació Han Nefkens i el suport de la Fundació Ramon Llull, en el projecte de traducció Word for Word de l'School of the Arts de la Universitat de Colúmbia, a Nova York.
Ha col·laborat en diversos mitjans de comunicació, com ara el programa Via lliure de RAC 1, el Qwerty de BTV, i El matí de Catalunya Ràdio. Va començar als programes De boca en boca de COM Ràdio i La bona vida de City TV. També va gravar dues temporades del programa Cuinetes per a la XTVL. Podeu sentir-la parlant sobre escriptura i docència en l'entrevista radiofònica que en va fer en Jordi Beltran al programa No hi som per festes, de RAC-1 (minuts 25 a 60), o bé veure-la presentant la seva novel·la a la peça que en va fer el Tria 33 d'El 33.

## Publicacions

### Ficció
- El cel segons Google[16] (2016) (ISBN 9788482647814)
- Coníferes (2020) (ISBN 9788477276234)
- Matrioixques (2022) ISBN 978-84-7727-659-3

### Gastronomia
- Passa'm la recepta (2004) ISBN 978-84-664-0455-6
- Del cuscús al sushi (2006) ISBN 978-84-6640-752-6
- Festa a la cuina (2010) ISBN 978-84-013-8733-3
- Grans receptes per a cuines petites (2013) (ISBN 9788401388477)

També ha publicat la versió en castellà dels llibres de gastronomia.